# Полл, Лоуренс Дж.
Лоуренс Дж. Полл (англ. Lawrence G. Paull) (13 апреля 1938 — 10 ноября 2019) — американский неофутуристический художник-постановщик и арт-директор. Он был номинирован на премию «Оскар» в категории «Лучшая художественная режиссура» за фильм «Бегущий по лезвию».

## Избранная фильмография
- Рука напрокат (1971)
- Девушка, усыпанная звездами (1971)
- Голая обезьяна (1973)
- Синие воротнички (1978)
- Бог подаст (1980)
- Бегущий по лезвию (1982)
- Роман с камнем (1984)
- Американские молнии (1985)
- Назад в будущее (1985)
- Проект Икс (1987)
- От всего сердца (1987)
- Водительские права (1988)
- Кокон: Возвращение (1988)
- Ночи Гарлема (1989)
- Последний из лучших (1990)
- Хищник 2 (1990)
- Городские пижоны (1991)
- Незаконное вторжение (1992)
- Рождённая вчера (1993)
- Голый пистолет 33⅓: Последний выпад (1994)
- Побег из Лос-Анджелеса (1996)